# Ben Sombogaart
Bernard Cornelis (Ben) Sombogaart (Amsterdam, 8 augustus 1947) is een Nederlands regisseur die bekend is van veel kinderprogramma's en -films.

## Biografie
Na zijn opleiding aan de Filmacademie in Amsterdam begon hij met het regisseren van de televisieserie Allemaal tuig! en Achterwerk in de kast uit 1984 en 1985. Later ging hij samenwerken met schrijver en producent Burny Bos. Met hem maakte hij in 1989 de jeugdfilm Mijn vader woont in Rio. Met de film Het Zakmes uit 1992 won Sombogaart het Gouden Kalf voor de Beste regie en een Emmy Award. Na Het Zakmes volgden meer films en televisie-series, waaronder Dag Juf, tot morgen, De jongen die niet meer praatte, Mijn Franse tante Gazeuse en Abeltje. De film Abeltje werd ook bekroond met een Gouden Kalf.
In 2002 bracht Ben Sombogaart de film De Tweeling uit naar het boek van Tessa de Loo, waarmee hij internationaal bekend werd. Het was tevens zijn eerste niet-jeugdfilm. Na Abeltje, naar het boek van Annie M.G. Schmidt, regisseerde hij wederom twee films naar boeken van haar, namelijk Ibbeltje en Pluk van de Petteflet. Met een budget van 12 miljoen euro's ging Sombogaart aan de slag met de verfilming van het boek Kruistocht in spijkerbroek van Thea Beckman. Deze film is grotendeels in Hongarije opgenomen en is in het Engels uitgebracht onder de naam Crusade in Jeans. Voor Kruistocht in Spijkerbroek ontving Sombogaart Het Gouden Kalf voor de beste film van 2007.
In 2008 was de internationale film Bride Flight aan de beurt, naar aanleiding van dit scenario schreef Marieke van der Pol de roman Bruidsvlucht. In 2009 volgde de film over de watersnoodramp in Zeeland in 1953, namelijk De Storm. Kritisch ontvangen werd in 2011 de sombere, weinig geloofwaardige thriller Isabelle naar het boek van Tessa de Loo.
Op 24 april 2009 werd bekendgemaakt dat Ben Sombogaart de regie op zich neemt voor de verfilming van het boek Knielen op een bed violen van Jan Siebelink. 
Op 5 juni 2009 werd bekendgemaakt dat Sombogaart de regie op zich neemt voor de verfilming van het boek De koningin van Paramaribo van auteur Clark Accord.

## Filmografie

### Films
| Film                            | Jaartal |
| ------------------------------- | ------- |
| Tegendraads                     | 2024    |
| Mijn beste vriendin Anne Frank  | 2021    |
| Rafaël                          | 2018    |
| Knielen op een bed violen       | 2016    |
| Koning van Katoren              | 2012    |
| Isabelle                        | 2011    |
| Zieleman                        | 2011    |
| De Storm                        | 2009    |
| Bride Flight                    | 2008    |
| Kruistocht in spijkerbroek      | 2006    |
| Pluk van de Petteflet           | 2004    |
| De Tweeling                     | 2002    |
| Abeltje                         | 1998    |
| Mijn Franse tante Gazeuse       | 1996    |
| De jongen die niet meer praatte | 1996    |
| Het Zakmes                      | 1992    |
| Mijn vader woont in Rio         | 1989    |
| Gina                            | 1986    |
| Allemaal tuig!                  | 1982    |

### Televisie
| Programma                                   | Jaartal     |
| ------------------------------------------- | ----------- |
| Keizersvrouwen                              | 2019 - 2020 |
| Zwarte Tulp                                 | 2015        |
| Moordvrouw                                  | 2015        |
| Ibbeltje                                    | 2004        |
| Wet & Waan                                  | 2000        |
| In goede aarde: Yesterday                   | 2000        |
| De aanklacht                                | 2000        |
| Abeltje                                     | 1998        |
| Dag Juf, tot morgen                         | 1994        |
| De Pianiste                                 | 1994        |
| Mus                                         | 1993        |
| Dodelijk redmiddel                          | 1991        |
| Ko de Boswachtershow                        | 1990        |
| Kinderen van Waterland (Afl: Een huismuis ) | 1990        |
| Buurman Bolle Knolle                        | 1989        |